# Badminton-Juniorenweltmeisterschaft 1991
Die Badminton-Juniorenweltmeisterschaft 1991 fanden vom 17. bis zum 24. November 1991 im Istora Senayan in Jakarta, Indonesien, statt. Die englische Bezeichnung des Turniers war Fifth Bimantara World Badminton Junior Invitation Tournament. Über 350 Spieler und Spielerinnen aus 35 Ländern nahmen an den Titelkämpfen teil.

## Medaillengewinner
| Disziplin    | Gold                        | Silber                           | Bronze                         |
| ------------ | --------------------------- | -------------------------------- | ------------------------------ |
| Herreneinzel | Indra Wijaya                | Dwi Aryanto                      | Henry G. Wiyadi                |
| Herreneinzel | Indra Wijaya                | Dwi Aryanto                      | Sun Jun                        |
| Dameneinzel  | Yao Yan                     | Meiluawati                       | Tang Yongshu                   |
| Dameneinzel  | Yao Yan                     | Meiluawati                       | Liao Zhiqun                    |
| Herrendoppel | Dadan Hidayat Kurnia        | Bambang Suyono Candra Wijaya     | Pang Cheh Chang Wong Yun Chuan |
| Herrendoppel | Dadan Hidayat Kurnia        | Bambang Suyono Candra Wijaya     | James Anderson Ian Pearson     |
| Damendoppel  | Gu Jun Han Jingna           | Rikke Olsen Mette Sørensen       | Fan Linhua Lin Lan             |
| Damendoppel  | Gu Jun Han Jingna           | Rikke Olsen Mette Sørensen       | Takae Masumo Chikako Nakayama  |
| Mixed        | Thomas Damgaard Rikke Olsen | Amon Santoso Nonong Denis Zanati | Tao Xiaoqiang Han Jingna       |

## Finalergebnisse
| Disziplin    | Sieger                      | Finalist                         | Ergebnis         |
| ------------ | --------------------------- | -------------------------------- | ---------------- |
| Herreneinzel | Indra Wijaya                | Dwi Aryanto                      | 15–7, 15–5       |
| Dameneinzel  | Yao Yan                     | Meiluawati                       | 0–11, 11–9, 11–7 |
| Herrendoppel | Dadan Hidayat Kurnia        | Bambang Suyono Candra Wijaya     | 15–7, 15–7       |
| Damendoppel  | Gu Jun Han Jingna           | Rikke Olsen Mette Sørensen       | 15–5, 15–6       |
| Mixed        | Thomas Damgaard Rikke Olsen | Amon Santoso Nonong Denis Zanati | 15–7, 15–4       |

## Halbfinalresultate
| Disziplin    | Sieger                           | Gegner                         | Ergebnis           |
| ------------ | -------------------------------- | ------------------------------ | ------------------ |
| Herreneinzel | Indra Wijaya                     | Henry G. Wiyadi                | 18–14, 15–9        |
| Herreneinzel | Dwi Aryanto                      | Sun Jun                        | 18–17, 14–17, 15–6 |
| Dameneinzel  | Yao Yan                          | Tang Yongshu                   | 11–3, 11–3         |
| Dameneinzel  | Meiluawati                       | Liao Zhiqun                    | 12–10, 2–11, 11–4  |
| Herrendoppel | Dadan Hidayat Kurnia             | Pang Cheh Chang Wong Yun Chuan | 15–9, 15–7         |
| Herrendoppel | Bambang Suyono Candra Wijaya     | James Anderson Ian Pearson     | 15–4, 15–9         |
| Damendoppel  | Gu Jun Han Jingna                | Fan Linhua Lin Lan             | 15–12, 15–6        |
| Damendoppel  | Rikke Olsen Mette Sørensen       | Takae Masumo Chikako Nakayama  | 15–7, 6–15, 17–15  |
| Mixed        | Thomas Damgaard Rikke Olsen      | Tao Xiaoqiang Han Jingna       | 12–15, 15–9, 15–12 |
| Mixed        | Amon Santoso Nonong Denis Zanati |                                |                    |